# 吉田ボイス
吉田 ボイス（よしだ ぼいす、1980年9月23日 - ）は日本の男性俳優、声優。フリー。立教大学文学部英米文学科卒業。東京都出身。身長178cm血液型はB型。

## 略歴
立教大学文学部英米文学科卒。映画監督を目指し日大芸術学部へ進もうとするが、当時、周防正行、黒沢清、塩田明彦など新進若手監督を生み出していた立教大学へ進学。大学時代にアナウンサー試験を受けるために入った勝田声優学院がきっかけで声優へ。
デビュー当初からアーツビジョンに所属していたが、2014年10月よりフリーとなる。
2014年11月1日に吉田ボイスに改名。
2015年12月31日付で14年所属した劇団あかぺら倶楽部を退団したと発表。

## 人物
吉田ボイスの名付け親は脚本家・演出家・映画監督の三谷幸喜である（朝日新聞 三谷幸喜のありふれた生活「「第三の男」はボイス」2014年11月6日掲載分）。大河ドラマ『真田丸』・映画『ギャラクシー街道』・舞台『江戸は燃えているか TOUCH AND GO』など近年の三谷作品へ多数出演。
その他、自らは出演していないにもかかわらず、草彅剛×香取慎吾が三谷脚本で共演した二人芝居『burst!〜危険なふたり』や段田安則、優香、栗原英雄、戸田恵子が共演した『不信 ～彼女が嘘をつく理由』などでは開演前の場内アナウンスを担当し、その客席の笑いを誘う影アナが話題を呼んでいる。
DJ（MC）、ラジオパーソナリティとして活動していた時期もあり、FMの音楽番組を多数担当。
声優、舞台俳優として活動。過去には劇団あかぺら倶楽部に所属するかたわら、東京桜組、クロジ、演劇ユニット3LDKの舞台にも客演。2008年には、自ら中心となり演劇プロデュースユニット演劇企画CRANQを始動させる。
2005年4月よりNHK『衛星アニメ劇場』初の男性ナビゲーターとして、かかずゆみ（9月3日-11月5日は松本彩乃(産休に伴う代理)）と出演。
声優デビュー前には映画監督をめざしていた。
所属していた劇団あかぺら倶楽部公演にて配布されるパンフレット「あかぺらタイムス」にて『グルメ吉田のここがおススメ』というグルメエッセイを連載していたほどのグルメで食べ歩き好き。
イラストが得意であり、『衛星アニメ劇場』（2007年11月10日放送分）では『オーバン・スターレーサーズ』のモリーを披露したことがある。

## エピソード
所持する自転車は5台。ロードバイク、マウンテンバイクだけでなく、アレックス・モールトンのような高級小径車も日常的に乗りこなす。愛車チネリの愛称は「ちねりん」。チネリ→フォーカス→コルナゴとロードバイクを乗り継ぎながら愛用。
2004年に劇団あかぺら倶楽部が上演した『ネットで捕まって〜Caught in the Net〜』で16歳の高校生役を演じるため、ジム通いと自転車でのトレーニングを行ない、2ヶ月で10kgのダイエットをした。
好きな映画は洋画では『2001年宇宙の旅』。邦画では『夢みるように眠りたい』。
2008年8月にプロデュースした演劇企画CRANQの旗揚げ公演『ソープオペラ』を上演。この公演において、チケット発売初日に全公演が完売。つづく2012年の第2回公演『絢爛とか爛慢とか』においても満員御礼の完売、2015年の第3回公演『止むに止まれず！』では、公演劇場（中野ザ・ポケット）の動員記録を更新する満員となる。

## 出演作品

### 映画
- ギャラクシー街道（2015年10月24日公開、監督:三谷幸喜 東宝） - サリバン先生 役
- 劇場（2020年7月18日公開、監督:行定勲） - 劇団まだ死んでないよ 劇団員 役

### テレビドラマ
- 大河ドラマ 真田丸（2016年1月 - NHK） - 立花権三 役

### テレビアニメ
1999年
- イソップワールド（ぶどうの木）

2001年
- 地球防衛家族（警官）

2003年
- クラッシュギアNitro

2005年
- 陰陽大戦記（黒鉄のリクドウ）

2007年
- GR-GIANT ROBO-（テッド）
- Devil May Cry（乗客）

2009年
- RIDEBACK -ライドバック-（学生）

2013年
- 弱虫ペダル（ナレーション、実況アナウンサー）

2014年
- 弱虫ペダル（アナウンサー）

2015年
- 弱虫ペダル GRANDE ROAD（アナウンサー）

### OVA
- ダイノゾーン（ナイトウイング）

### ゲーム
- Wiiでやわらかあたま塾（Wii）
- ストロングボーイ
- 精霊召還（PS）
- 小さな巨人ミクロマン（PS）
- 放課後の怪談 〜彼らが棲む場所〜

### 吹き替え
- ER 緊急救命室（第15シーズン 第21話／フェリックス・カーシュ〈クサン・レイ〉）
- K-9 - ディスカバリーチャンネル
- こどもおもしろメカニック - ディスカバリーチャンネル
- プロローグバイクメンテ - シクロチャンネル

### テレビ
- 衛星アニメ劇場（ナビゲーター）

### ナレーション
- ひとあし日和（シクロチャンネル内旅番組）

### ラジオ
- GOGOホッとステーション（中央FM）
- OLトワイライトタイム（中央FM）
- スムーズ・ウエンズディ（中央FM）
- TOKYO→NIIGATA MUSIC CONVOY（2006年9月、FM PORT）

### CDドラマ
- 職員室でナイショのロマンス
- 魔人探偵脳噛ネウロ（アナウンサー）
- ロストユニバースDVD-BOXスペシャルCD（海賊）

### CM
- 東京ドームシティ - 実写顔出し
- コジマ - ナレーション・実写顔出し
- ノキア（TOKYO FM） - ナレーション
- 有線ブロードネットワーク（TOKYO FM） - ナレーション
- 東京信用組合（TBSラジオ） - ナレーション

### 自転車関連
- ジロ・デ・イタリア2018（DAZN cycle road race） - 実況
- ジロ・デ・イタリア2012（J SPORTS cycle road race） - 実況ナビゲーター
- パリ〜ニース2012（J SPORTS） - 実況ナビゲーター
- ツアー・オブ・ブリテン2011（J SPORTS） - ナレーション
- 銀輪の風〜世界の、シクロ・リポート〜（BS-TBS） - ボイスオーバー
- スペシャライズド『スポーツ自転車の安全な乗り方』 - ナレーション
- シクロチャンネル（シクロ・イマージュ） - ナレーション

### 舞台
- 『紫式部ダイアリー』（作・演出：三谷幸喜、主演：長澤まさみ / 斉藤由貴、2014年11月1日 - 12月27日、PARCO劇場 ほか） - バーテンダー 役
- 『江戸は燃えているか TOUCH AND GO』（作・演出：三谷幸喜、2018年3月3日 - 26日、新橋演舞場） - 薩摩藩士 中村半次郎 役[4]

演劇企画CRANQ
- 1st STAGE『ソープオペラ』（2008年8月、TACCS1179）
- 2nd STAGE『絢爛とか爛慢とか』（2012年1月、ザ・ポケット）
- 3rd STAGE『止むに止まれず!』（2015年2月、ザ・ポケット）

劇団あかぺら倶楽部
- 第4回若手公演『明日は風のない日』（2002年9月、アートボックス）
- 第21回公演『見果てぬ夢』（2003年5月、東京芸術劇場）
- 第22回公演『フユヒコ』（2003年11月、エコー劇場）
- 第24回公演『ネットで捕まって〜Caught in the Net〜』（2004年11月、東京芸術劇場）
- 第25回公演『法王庁の避妊法』（2005年6月、東京芸術劇場）
- 第26回公演『Funny Money』（2005年11月、東京芸術劇場）
- 第27回公演『家路』（2006年6月、東京芸術劇場）
- 第30回公演『パパ・アイ・ラヴ・ユー』（2007年11月、東京芸術劇場）
- 第35回公演『コミック・ポテンシャル Comic Potential』（2010年12月、東京芸術劇場）

東京桜組
- 第7回プロデュース公演『俺たちは志士じゃない』（2004年7月、武蔵野芸能劇場）
- 第8回プロデュース公演『坂の上の家』（2005年8月、劇場MOMO）
- 第9回プロデュース公演『その鉄塔に男たちはいるという』（2006年3月、武蔵野芸能劇場）
- 第15回プロデュース公演『「風」と「虹」のクロニクル』（2009年2月、俳優座劇場）

乙女企画クロジ☆
- 第4回公演『浪漫女優』（2007年2月、武蔵野芸能劇場）
- 第8回公演『きんとと』（2009年10月、シアターサンモール）

演劇ユニット3LDK
- 第7回プロデュース公演『ハウスシェア〜わたしのプリン食べたら死刑〜』（2010年2月、劇場MOMO）